# Amagermotorvejen
Der Amagermotorvej, deutsch auch Amagerautobahn, ist eine Autobahn im Süden der dänischen Hauptstadt Kopenhagen. Sie stellt die Verbindung zwischen dem Øresundsmotorvejen, der zur Öresundbrücke führt, und dem Køge Bugt Motorvejen her. Die Autobahn ist ein Teil der Europastraße 20, die in Dänemark von Esbjerg im Westen zur Öresundbrücke in Richtung Schweden führt. Sie dient aber auch als südliche Umgehung von Kopenhagen.

## Geschichte
Der erste Abschnitt entstand 1980 von der Anschlussstelle 25 Vallensbæk S bis zur Anschlussstelle 22 Gl. Køge Landevej. Dieses fünf Kilometer lange Stück wurde später bis zum Autobahnkreuz Avedøre dem Køge Bugt Motorvejen zugerechnet. Im November 1983 folgte der zwei Kilometer lange Abschnitt von der Anschlussstelle 22 bis zur Anschlussstelle 21 Avedøre Holme, der restliche Teil bis zum Autobahnkreuz 20 København C folgte 1987. Mit diesem Abschnitt wurde auch eine vierspurige Zubringerstraße zum Autobahnkreuz gebaut, die in Richtung Innenstadt zur Sjællandsbroen führt. 1994 wurde der Amagermotorvejen auf sechs Spuren ausgebaut.